# 中国短期大学
中国短期大学（日语：／ Chūgoku Tanki Daigaku *），简称中短，是一所位于日本冈山县冈山市北区的私立短期大学。

## 概要

### 简介
- 短期大学为于1962年开办[1][2]、由学校法人中国学园经营[3]。为男女同校从1966年。

### 历史

#### 本科
- 1962年 中国女子短期大学成立并同时设置一个学科即家政科[2]。
- 1963年 家政科第二部成立（但招生到于1978年、停办于1980年）[3]。
- 1964年 保育科成立[2]。
- 1965年 校园迁址至都洼郡吉备町庭濑。
- 1966年 改校名为中国短期大学。开始招収男学生。两个学科成立、以下列举[2]。
  - 英文科
  - 音乐科（以后招生到于2010年）
- 1978年 家政科分离为两个专攻、以下列举[3]。
  - 家政专攻
  - 食物营养专攻
- 1979年 音乐科分离为两个专攻、以下列举[3]。
  - 器乐专攻（但招生到于1995年、停办于1997年）
  - 声乐专攻（但招生到于1995年、停办于1997年）
- 1986年 两个学科改名为、以下列举[2]。
  - 英文科→英文学科
  - 保育科→幼儿教育科
- 1989年 家政科改名为生活学科（家政专攻→生活教养专攻）。运营主体更改为学校法人中国短期大学[2]。
- 1992年 经营信息学科成立[2]。
- 1999年 英文学科改名为英语传播学科。生活学科两个专攻各自改编为、以下列举[2]。
  - 生活教养专攻→总合生活学科
  - 食物营养专攻→人类营养学科（以后招生到于2001年）
- 2001年 运营主体更改为学校法人中国学园。经营信息学科改编为信息商務学科。
- 2004年 幼儿教育科改名为保育学科[2]。

#### 专科
- 1968年 音乐专攻成立[2]。
- 1988年 两个专攻成立、以下列举[2]。
  - 幼儿教育专攻（但招生到2005年、停办于2007年）
  - 英语英文专攻（改名为英语传播专攻于2001年、停办于2003年）
- 1995年 音乐专攻为大学评价学位授予机构（但招生到于2011年）。
- 1999年 护理福利专攻成立[2]。

### 宪章
- 请参看中国短期大学的标志（页面存档备份，存于） （日語） 2014年5月25日阅览。

## 学校环境
- 校区：在冈山县冈山市北区

## 历任校长
- 平田定子：第一代短期大学校长[4]。
- 松畑熙一：现在短期大学校长[5]

## 组织

### 学科
- 总合生活学科
- 保育学科
- 英语传播学科
- 信息商务学科

### 前学科
| - 人类营养学科 - 家政科第二部 - 音乐科 - 器乐专攻 - 声乐专攻 |

### 专科
| - 护理福利专攻 |

### 前专科
| - 音乐专攻 - 幼儿教育专攻 - 英语传播专攻 |

### 业余课程
| - 没有 |

### 附属机关
| - 图书馆 - 地区连携中心 |

## 相关链接
- 日本短期大学列表